# Misao Tamai
Misao Tamai, född 16 december 1903 i Hyōgo prefektur, Japan, dod 23 december 1978, var en japansk fotbollsspelare.